# Harding (Południowa Afryka)
Harding - miasto w Republice Południowej Afryki, położone w prowincji KwaZulu-Natal, w dystrykcie Ugu, w gminie uMuziwabantu której jest siedzibą administracyjną.
Harding znajduje się ok. 130 km od Durbanu.